# Maestra internacional femenina
Maestra internacional femenina o MIF (en inglés, Woman International Master o WIM) es un título de ajedrez concedido por la FIDE. Está restringido a mujeres, la FIDE concedió por primera vez el título en 1950.
El título que le sigue en rango es el de gran maestra femenina (WGM) y es más que el de maestra FIDE femenina (WFM).
El título de maestra internacional femenina tiene menos requisitos que el título de maestro FIDE, que es el título de menor ranking sin restricciones de sexo. Las jugadoras que ocupan los puestos 2.º y 3.º en el Campeonato mundial juvenil de ajedrez femenino automáticamente reciben el título de maestra internacional femenina. El reglamento actual se puede encontrar en el página de la FIDE.
En julio de 2005 había casi 500 mujeres en la lista de la FIDE con el título de maestra internacional femenina.